# Shaun Dooley
Shaun Dooley, född 30 mars 1974 i Barnsley, Yorkshire, är en brittisk skådespelare.
Dooley har bland annat medverkat i TV-serien Criminal Record. Han har även medverkat i filmerna Sagan om ringen: Striden vid Rohan och Saltburn.

## Filmografi (i urval)
- 2008 – Eden Lake
- 2010 – Married Single Other (TV-serie) (6 avsnitt)
- 2013 – The Woman in Black
- 2023 – Saltburn
- 2024 – Criminal Record (TV-serie)
- 2024 – Sagan om ringen: Striden vid Rohan